# Imma epicomia
Imma epicomia är en fjärilsart som beskrevs av Edward Meyrick 1906. Imma epicomia ingår i släktet Imma och familjen Immidae. Inga underarter finns listade i Catalogue of Life.